# Аландское
Аландское — село в Кваркенском районе Оренбургской области, административный центр Аландского сельсовета.

## География
Находится на расстоянии примерно 15 километров на север от районного центра села Кваркено.

## Климат
Климат резко континентальный с недостаточным количеством осадков в течение года (около 350 мм). Зима (начало ноября — конец марта) умеренно холодная с устойчивыми морозами. Преобладающая дневная температура воздуха в наиболее холодные месяцы — −12°…−16 °C, ночная — −17…−20 °C (абс. мин. — −46 °С). Снежный покров устанавливается в конце ноября, толщина его к концу февраля достигает 40 см. Весна (конец марта — конец мая) в первой половине прохладная, во второй — тёплая. Снежный покров сходит в начале апреля. По ночам до конца мая возможны заморозки. Лето тёплое, преимущественно с ясной погодой. Преобладающая дневная температура воздуха 22—24 °C (абс. макс. 40 °С), ночная 14—16 °C. Периодически бывает засуха. Осень (конец августа — начало ноября) в первой половине малооблачная, тёплая. Во второй половине преобладает пасмурная погода с затяжными моросящими дождями. В конце сезона выпадает снег. Ночные заморозки начинаются с конца сентября.

## История
Основано в декабре 1842 году после проведения Новой пограничной линии от Орской крепости до крепости Троицкой (сейчас город Троицк Челябинской области). Происхождение названия села связано с русско-шведской войной 1808—1809 гг., оно дано в честь победы русских войск в битве за Аландские острова в Балтийском море. В 1866 году поселение упоминалось как казачий Аландский отряд (Карабутакский) в 100 дворов и с населением в 1027 человек. В 1928 году в селе был организован колхоз им Ворошилова, с 1957 года совхоз «Аландский» (ныне СПК «Аландский»).

## Население
Постоянное население составляло 983 человека в 2002 году (русские 80 %), 796 человек в 2010 году.